# Péninsule de Long Beach

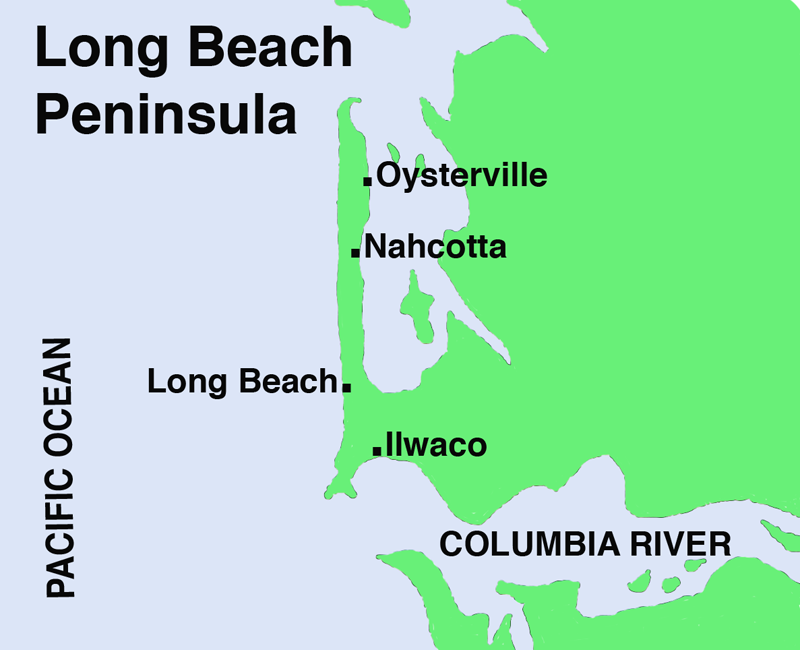

La péninsule de Long Beach est un bras de terre situé entre la baie de Willapa à l'est, l'océan Pacifique à l'ouest et au nord de l'estuaire du fleuve Columbia. La péninsule se trouve dans le sud-ouest de l'État de Washington.  C'est l'une des destinations finales de l'expédition Lewis et Clark.
Le parc d'État de Leadbetter Point et le Willapa National Wildlife Refuge se trouvent à la pointe nord de la péninsule, le parc d'État du cap Disappointment se trouve à l'extrémité sud, et entre les deux se trouve le parc d'État de Pacific Pines.
La péninsule de Long Beach est connue pour sa plage de sable continue de 45 km d’étendue du côté de l’océan Pacifique, considérée comme la plus longue plage des États-Unis. C’est une destination de vacances populaire pour les résidents de Seattle distant de 266 km et Portland à 185 km.